# جون أرنولد
جون أرنولد (بالإنجليزية: John W. Arnold)‏ (و. 1842 – 1900 م) هو سياسي من الولايات المتحدة الأمريكية .